# Ременины
Ременины (словац. Remeniny) — село и одноимённая община в округе Вранов-над-Топлёу Прешовского края Словакии.

## История
Впервые упоминается в 1356 году.
В селе есть греко-католическая церковь Рождества Пресвятой Богородицы, построенная в 1725 году и перестроенная в 1850 году.

## Население
| Год:                | 1994 | 2004    | 2014    | 2024    |
| ------------------- | ---- | ------- | ------- | ------- |
| Количество человек: | 276  | 294     | 302     | 282     |
| Разница:            |      | +6,52 % | +2,72 % | −6,62 % |

Национальный состав населения (по данным последней переписи населения 2001 года):
- словаки — 99,66%
- чехи — 0,34%

Состав населения по принадлежности к религии состоянию на 2001 год:
- греко-католики — 63,18%,
- римо-католики — 27,36%,
- протестанты — 7,43 %,
- православные — 0,68 %,
- не считают себя верующими или не принадлежат к одной вышеупомянутой церкви - 1,36%